# По щучьему велению (фильм, 2023)
«По щу́чьему веле́нию» — российский фэнтезийный фильм 2023 года режиссёра Александра Войтинского, экранизация одноимённой русской народной сказки с Никитой Кологривым и Милой Ершовой в главных ролях. Стал на время лидером российского проката, получил высокие оценки критиков.

## Сюжет
Главный герой фильма, сын слепого кузнеца Емеля, ловит в проруби говорящую щуку, которую разыскивает подводный царь Водовик. Щука соглашается за освобождение исполнить три желания Емели. Герой говорит, что хочет посмотреть город, не вставая с печи, и щука заставляет печь выехать из избы. Не доехав до города, Емеля останавливается и загадывает, чтобы посреди зимы наступило лето. На Емелю нападают разбойники, он обращается в бегство и бросает щуку в реку, но его ловят и вешают на дереве вниз головой. Щука, превратившись в девушку по имени Василиса, освобождает его. Тогда Емеля решает жениться на царевне Анфисе, дочери царя Феофана.
Анфиса хочет выйти замуж за английского посла лорда Ротмана. Когда лорд показывает царю и царевне механический орган (на самом деле работающий с помощью сидящего внутри карлика), царь говорит, что у него есть вещь получше — баян-самоигран. Емеля вызывается добыть этот инструмент и в качестве награды просит Анфису в жёны. С помощью Василисы он находит владельца баяна — кота Баюна, который усыпляет и поедает людей. На Емелю волшебный баян не действует, и кот добровольно идёт с Емелей во дворец.
Не желая выходить замуж за простого крестьянина, Анфиса по совету призрака матери, царицы Агриппины, просит Емелю добыть скатерть-самобранку. Благодаря помощии Василисы он достаёт и этот волшебный предмет. Тогда Анфиса соглашается на свадьбу с условием, что Емеля принесёт с Того света благословение матери. В пути Емеля навещает отца и загадывает Василисе последнее желание — вернуть отцу зрение. Он возвращает Василисе чешую и освобождает её, но она всё равно идёт с ним дальше. На Том свете Емеля узнаёт, что Василиса — дочь Кощея. Благодаря его помощи Емеля добивается благословения Агриппины, но забывает всех, кого видел на Том свете, включая Василису. Она снова оборачивается щукой, а Емеля возвращается в город.
Анфиса узнаёт, что Емеля выполнил её задания с помощью колдовства, и его приговаривают к смертной казни. Василиса, сбежавшая от царя Водовика и снова принявшая человеческий облик, предлагает Анфисе свою службу в обмен на жизнь Емели. Та соглашается. Своим первым желанием она делает себя царицей, вторым готовит свадьбу с английским королём, а лорда Ротмана назначает посудомойкой. Емеля возвращается к отцу. Случайно он вспоминает Василису и понимает, что любит её, а не царевну. Емеля приходит в город и требует освободить Василису. Чтобы от них избавиться, Анфиса загадывает, чтобы самой стать волшебницей, и превращается в щуку, но узнаёт, что её новая сила бесполезна: щука может исполнять только чужие желания. Водовик приходит через колодец и забирает Анфису, приняв её за Василису. Феофан снова становится царём, а Емеля с Василисой отправляются в путешествие.

## В ролях
- Никита Кологривый — Емеля
- Мила Ершова — Василиса
- Роман Мадянов — царь Феофан
- Алина Алексеева — царевна Анфиса
- Юрий Колокольников — лорд Ротман
- Агриппина Стеклова — царица Агриппина
- Фёдор Лавров — Кощей Бессмертный
- Константин Тополага — отец Емели
- Андрей Пынзару — Обжирала
- Александр Нестеров — Обпивала
- Егор Бакулин — царь Водовик
- Дмитрий Мухамадеев — Афанасий
- Ольга Мирошникова — Маруська
- Анастасия Стефанишина — Люська
- Николай Калмыков — Степан
- Артём Лещик — главарь
- Денис Ясик —  царский писарь
- Сергей Зенин — старик
- Нина Славнова — старуха
- Пётр Чубко — карлик, слуга лорда Ротмана

Роли озвучивали
- Мила Ершова — Щука
- Сергей Бурунов — кот Баюн
- Илья Сланевский — лягушка

## Создание и релиз
Работа над фильмом началась в 2022 году. Съёмки вели кинокомпании «СТВ» и «Глобус-фильм» при поддержке Фонда кино. Производственный бюджет картины составил 660 млн рублей. Режиссёром стал Александр Войтинский, сценарий написал Александр Архипов, за визуальные эффекты отвечал Александр Горохов, за костюмы — Надежда Васильева. Авторы картины определили её жанр как «сказочный блокбастер».
Основные съёмки прошли под Тобольском, на территории загородного комплекса «Абалак», где был построен царский терем. Съёмки проходили и в Санкт-Петербурге: там были построены декорации Царства Кощея (на территории бывшего завода) и интерьеры царского дворца (в павильонах «Ленфильма»). Локацию Каменного города сняли на территории одноименного памятника природы в Пермском крае. Анимированные персонажи Щука, Кот Баюн, Лягушка и морские коньки были созданы при помощи технологии совмещения CGI.
Композитор Сергей Луран написал для фильма 76 партитур оригинальной оркестровой музыки, которые были записаны симфоническим оркестром в первой тонстудии Мосфильма. Помимо инструментов симфонического оркестра, использовались русские народные инструменты — балалайка, балалайка-контрабас, домра и жалейка. В фильме звучат 10 оригинальных песен фолк-группы «Отава Ё». Специально для этого проекта группа аранжировала известную казачью свадебную песню «Пора молодцу жениться».
Премьера состоялась 17 октября 2023 года в московском кинотеатре «Каро 11 Октябрь». Картина вышла в прокат 26 октября. Дистрибьюцией занималась компания «НМГ Кинопрокат». За первые выходные киносказка заработала более 400 миллионов рублей, а неделю спустя кассовые сборы превысили миллиард рублей.

## Оценки
Картина стала в первый же уик-энд лидером российского кинопроката. Обозреватель «Коммерсанта» Юлия Шагельман охарактеризовала «По щучьему велению» как «патриотическую» сказку: царь Феофан здесь «во всём поддерживает отечественного производителя», герои объединяются, чтобы поставить на место британского посла. При этом влюблённость Василисы в Емелю, «которого трудно назвать не то что хорошим парнем, но хотя бы обаятельным», остаётся, по мнению рецензентки, слабо обоснованной. «Судьба царевны, всего лишь не хотевшей выходить замуж за совершенно незнакомого мужика, получается довольно грустной, — пишет Шагельман, — но об этом, как и о проблемах импортозамещения в сказочном царстве-государстве, аудитории 6+ задумываться еще рано».
О патриотичности картины написала и рецензентка «Российской газеты» Сусанна Альперина. Она отметила, что сказочная история подчёркивает «все реальные черты русского характера» и показывает, что «русский народ должен ценить то, что у него есть, не заглядываясь на все иностранное». Денис Корсаков («Комсомольская правда») счёл, что картину «держит» Кологривый — «естественный, как собака, вообще не умеющий фальшивить и драматически пыхтеть перед камерой». По мнению Алексея Хромова (портал «Лайфхакер») фильм «точно можно порекомендовать к просмотру детям. Сопровождающих их родителей сюжет вряд ли слишком захватит, но можно будет посмеяться над шутками».